# Падіння Місяця (фільм)
«Падіння Місяця» (англ. Moonfall) — науково-фантастичний фільм-катастрофа-бойовик, зрежисований Роландом Еммеріхом, зпродюсований Роландом Еммеріхом та Харальдом Клозером за сценарієм Спенсера Коена, Роланда Еммеріха та Харальда Клозера. Фільм вийшов на екрани 4 лютого 2022 року в США, а в Україні 17 лютого.
Таємничі сили зміщують Місяць з орбіти, що загрожує його зіткненням із Землею. Колишні астронавти НАСА Джо Фаулер і Браян Харпер змушені довіритися фантастичній ідеї прихильника теорії змов Кей Сі Хаусмена у спробі врятувати планету й розгадати що спричинило падіння Місяця.

## Сюжет
У 2011 році група астронавтів на шаттлі «Індевор» виконує ремонт супутника на навколоземній орбіті. Астронавти Джо Фаулер, Браян Харпер та Алан Маркус зазнають нападу рою невідомих частинок. Маркус гине, Фаулер непритомніє, а Харпер лишається єдиним свідком. Його розповідь не задовільняє комісію, тож Харпера звільняють з НАСА.
За 10 років по тому дослідник-самоук Кей Сі Хаусмен поширює ідею, що Місяць є штучною «мегаструктурою». Він нелегально підмикається до чилійського телескопа та дізнається про зміну орбіти Місяця. Хаусмен намагається заручитися підтримкою Харпера та випадково потрапляє на лекцію для школярів, яку той мав вести. Хаусмен лякає дітей своїми розповідями, а коли Харпер із запізненням приходить, то не вірить, що Місяць штучний, і проганяє непроханого гостя.
Джо Фаулер у той час працює в керівництві НАСА, де знають про зміни орбіти Місяця. Розрахунки показують, що за три тижні супутник Землі досягне межі Роша і почне руйнуватися під дією припливних[уточнити] сил. А отже його уламки впадуть на планету і людство загине. Фаулер пропонує спорядити експедицію, щоб дізнатися в чому причина та за можливості зупинити падіння Місяця.
Пересічні люди також помічають зміну місячної орбіти. На Землі починається паніка, на фоні чого ідея Хаусмена, поширена в соцмережах, набуває популярності. Харпер вирішує зв'язатися з ним. Обоє зустрічаються і Харпер пояснює, як, на його думку, влаштований Місяць: це штучна оболонка навколо білого карлика, що слугує джерелом енергії для позаземної цивілізації. Розмову перериває катаклізм — величезний приплив затоплює місто.
Послані на Місяць астронавти запускають зонд у нещодавно виявлену шахту. Але звідти вилітає чорний рій, що вбиває екіпаж та збиває їхню ракету. Директор НАСА Альберт Хатчінгс покидає свою посаду, щоб рятувати сім'ю. Посаду голови космічної агенції займає Джо Фаулер. Отримавши доступ до секретних архівів, вона дізнається, що про чужинську активність під поверхнею Місяця було відомо ще з часів програми «Аполлон». Для протидії потенційній загрозі було розроблено креслення ЕМІ-пристрою ZX7. Джо вирішує очолити наступну експедицію, щоб доставити пристрій на Місяць.
Перед запуском місії НАСА спіткає невдача, екіпаж та наземні служби евакуюються. Але Джо Фаулер знаходить рішення проблеми — списаний шаттл «Індевор», що знаходиться в музеї в Каліфорнії. До нового екіпажу експедиції входять Браян Харпер, Джо Фаулер і Кей Сі Хаусман.
Тим часом син Харпера, Сонні, супроводжує сина Фаулер, Джиммі, та їхню няню Мішель у подорожі вглиб Америки, до бункера в Колорадо. У дорозі на них нападають мародери та відбирають авто. Втікачі досягають Аспена і возз'єднуються з колишньою дружиною Харпера і матір'ю Сонні — Брендою.
«Індевор» стартує з космодрому на базі Ванденберг в останні миті перед тим, як базу затоплює цунамі. Біля Місяця астронавти вимикають електроніку, щоб не привертати увагу рою. Шаттл вдається провести крізь хмару метеорів, які починають відколюватися від Місяця. Атмосфера Землі в той час притягується Місяцем, що спричиняє величезний ураган та цунамі. Фаулер [уточнити] возз'єднується з рідними — своєю матір'ю, вітчимом і сестрами та ховається у гірському будинку.
Шаттл зближується з Місяцем, відключає електроніку та спускає капсулу з людьми в шахту. Капсула пролітає крізь оболонку та опиняється між металевих кілець, які оточують білий карлик у центрі Місяця. Фаулер припускає, що кільця діють як гіроскоп і коригують орбіту. Коли астронавти намагаються запустити в дію ZX7, їхня капсула втрачає контроль та починає самостійно летіти до одної із брам, куди їх затягує невідома сила.
Отямившись, астронавти помічають, що Харпер зник і входять у коридор, який сам перед ними відчиняється. Вони потрапляють до приміщення з повітрям, де знаходять Харпера, що зустрів та поспілкувався із операційною системою Місяця. Вона розповідає, що мільярди років тому люди існували в іншому регіоні галактики та збудували утопічне суспільство. Штучний інтелект, який служив їм, загордився та повстав проти органічного життя. Люди збудували «ковчеги», одним із яких є Місяць, і вирушили на них на пошуки іншого дому. Проте тільки один «ковчег» виконав це завдання, прибувши в Сонячну систему, а решту знищив штучний інтелект. Люди з Місяця вчинили самогубство, щоб ворог не знайшов їх, а на Землі запустили програму розвитку життя, яка в підсумку породила нових людей. Операційна система обирає Харпера виманити рій, який знайшов землян через їхню космічну програму і поглинає енергію білого карлика для зміни орбіти. Операційна система ремонтує та вдосконалює посадковий модуль. Астронавти з його допомогою виманюють рій з Місяця. Система оборони кілець розстрілює рій, але цього виявляється замало. Хаусмен вирішує висадитися в місяцеході, щоб стати приманкою і запустити ZX7. Пожертвувавши життям, він знищує рій.
Військові на чолі з колишнім чоловіком Джо, Дугом Девідсоном, збираються завдати по Місяцю ядерного удару ракетами. Дуг в останній момент відмовляється це робити, знаючи, що там Джо. Чоловік Бренди, Том, жертвує собою, щоб врятувати свою молодшу дочку. Він віддає їй свій запас кисню, коли тяжіння Місяця забирає забагато повітря.
Операційна система повертає контроль над Місяцем і відводить його від планети. Харпер і Фаулер приземлюються в горах, де їх невдовзі знаходить гелікоптер і доставляє до родини. Операційна система оцифровує свідомість Хаусмена та повідомляє, що це — тільки початок.

## У ролях
| Актор             | Роль                    |
| ----------------- | ----------------------- |
| Геллі Беррі       | Джо Фаулер              |
| Патрік Вілсон     | Браян Харпер            |
| Джон Бредлі       | Кей Сі Хаусмен          |
| Чарлі Пламмер     | Сонні Харпер            |
| Келлі Ю           | Мішель                  |
| Майкл Пенья       | Том Лопез               |
| Кароліна Бартчак  | Бренда Лопез            |
| Дональд Сазерленд | Голденфілд              |
| Еме Ікваукор      | Дуг Девідсон            |
| Максим Рой        | капітан Ґабріелла Оклер |
| Стівен Богаерт    | Альберт Хатчінгс        |

## Український дубляж
Українською мовою фільм дубльовано студією Cinemaker на замовлення компанії UFD; керівник проєкту Андрій Глуховський.
- Переклад Юлії Кочегарової
- Режисер дубляжу Павло Скороходько
- Звукорежисер Дмитро Мушинський

### Актори дубляжу
- Катерина Буцька
- Дмитро Гаврилов
- Павло Скороходько
- В'ячеслав Хостікоєв
- Катерина Брайковська
- Дарина Муращенко
- Андрій Альохін
- Кирило Микитенко
- Михайло Войчук
- Роман Молодий
- Андрій Мостренко
- Ольга Радчук

## Виробництво
У травні 2019 року було оголошено про те, що Роланд Еммеріх зрежисерував фільм, бюджет якого складає $150 мільйонів, що робить його одним з найдорожчих незалежних фільмів в історії. Також було оголошено про те, що він написав сценарій до нього. Компанія Lionsgate придбала права на розповсюдження фільму в США, а AGC International — права на розповсюдження фільму у всіх інших країнах.
У травні 2020 року Джош Ґад та Геллі Беррі долучилися до акторського складу, а в червні до нього також долучилися Патрік Вілсон та Чарлі Пламмер. У жовтні до акторського складу долучилися Стенлі Туччі, Джон Бредлі, Дональд Сазерленд та Еме Ікваукор. Відтепер Бредлі замінив Ґада через конфлікти планування. Спочатку зйомки повинні були розпочатися навесні, проте вони розпочалися в Монреалі в жовтні 2020 року. Майкл Пенья, Кароліна Бартчак, Максим Рой і Стівен Богаерт долучилися до акторського складу в січні 2021 року. Відтепер Пенья замінив Туччі в його ролі через обмеження подорожей протягом пандемії COVID-19, які заважали Туччі приїхати на виробництво.

## Оцінки й відгуки
На агрегаторі кінорецензій Rotten Tomatoes фільм зібрав 36 % позитивних рецензій критиків, але 70 % позитивних оцінок від пересічних глядачів.
Згідно з Марком Фіні з «Boston Globe», «Падіння Місяця» — це фільм у стилі 90-х, який напевне не стане хітом, але демонструє якісні паралелі з «Днем Незалежності», а також спонукає згадати нещодавній «Не дивіться вгору» про падіння на Землю комети. «Проте, чесно кажучи, „Падіння місяця“ веселіший, навіть якщо його створення було набагато менш значущим і там не було так багато таланту».
Як відгукнувся Девід Сімс у «The Atlantic», «Фільм — радісна нісенітниця, і я хотів би, щоб Еммеріх повністю прийняв дурнуватість; натомість він заплутує сюжет у земних пригодах відчужених сімей Харперів і Фаулерів, які опиняються в Скелястих горах Колорадо, намагаючись ухилитися від місячних каменів […] хоча Еммеріх був поетом-лавреатом блокбастерів апокаліпсису в 1990-х і 2000-х роках, його стара пісня втомилася, а його персонажі порожнисті, як Місяць, на який вони летять».
Браян Лоурі з CNN вважав, що найбільша проблема фільму в тому, що «…акторський склад обтяжений абсурдними ситуаціями та незграбними діалогами, включаючи чергування між тими, хто прямує в космос, аби врятувати людство, та їхніми родичами». Критик підкреслив, що хоча «Падіння Місяця» є самостійним фільмом, він дуже явно запозичує деталі в «Дня Незалежності», тож виглядає вторинним. Водночас сюжет відходить від тієї «атмосфери об'єднання світу, яка іноді асоціюється з жанром», зосереджуючись на сімейних стосунках, що трохи виділяє «Падіння Місяця» на фоні подібних стрічок.
Ноа Берлацький у «Chicago Reader» відзначив недостатньо переконливу гру акторів і те, що фільм натякає на екологічні проблеми, як-от підвищення рівня світового океану, проте не висвітлює їх, відходячи в фантастичні видовища, спричинені Місяцем. У підсумку «Це для людей, які хочуть побачити як пейзажі вибухають і великі речі скидаються на інші великі речі. Це єдині пропоновані задоволення».